# Jallans
Jallans – miejscowość i gmina we Francji, w Regionie Centralnym, w departamencie Eure-et-Loir.
Według danych na rok 1990 gminę zamieszkiwały 772 osoby, a gęstość zaludnienia wynosiła 86 osób/km² (wśród 1842 gmin Regionu Centralnego Jallans plasuje się na 504. miejscu pod względem liczby ludności, natomiast pod względem powierzchni na miejscu 1205.).